# Петріш (Бістріца-Несеуд)
Петріш (рум. Petriș) — село у повіті Бистриця-Несеуд в Румунії. Входить до складу комуни Четате.
Село розташоване на відстані 317 км на північ від Бухареста, 9 км на схід від Бистриці, 85 км на північний схід від Клуж-Напоки.

## Населення
За даними перепису населення 2002 року у селі проживали 1038 осіб.
Національний склад населення села:
| Національність | Кількість осіб | Відсоток |
| -------------- | -------------- | -------- |
| румуни         | 795            | 76,6%    |
| цигани         | 236            | 22,7%    |

Рідною мовою назвали:
| Мова      | Кількість осіб | Відсоток |
| --------- | -------------- | -------- |
| румунська | 988            | 95,2%    |
| циганська | 48             | 4,6%     |